# Димакени (Ботошани)
Димакени (рум. Dimăcheni) насеље је у Румунији у округу Ботошани у општини Димакени. Oпштина се налази на надморској висини од 119 m.

## Становништво
Према подацима из 2002. године у насељу је живело 1092 становника, од којих су сви румунске националности.